# Юргинский район (Тюменская область)
Юрги́нский райо́н — административно-территориальная единица (район) и муниципальное образование (муниципальный район) в Тюменской области России.
Административный центр — село Юргинское.

## География
Метеостанций нет. Западно-Сибирская низменность, часть которой занимает Юргинский район, представляет собой обширную равнину со слабо выраженным рельефом и хорошо развитым микрорельефом. Ровный рельеф поверхности часто нарушается многочисленными пологими гривами, вытянутыми в северо-восточном направлении. Межгривные пространства заняты болотами и местами озёрами. 
Общая площадь территории района составляет 4,4 тысяч квадратных километров.
Юргинский район на севере граничит с Ярковским, Вагайским, Ялуторовским районами, на Востоке - с Аромашевским, Голышмановским, на Западе - с Заводоуковским, на Юге - с Омутинским.
Районный центр - село Юргинское с населением 5,5 тысяч человек. Оно находится в 200-х километрах от областного центра и 41 километре от железнодорожной станции Вагай Транссибирской магистрали.
Наиболее крупные реки - Юрга, Тап.

Притоки реки Юрга - р. Ахмыль, Застрекалиха, Антониха, Крупиха, Новорусиха, Укроп, Каменка, Супруг. 
Притоки р. Тап - р. Агарак, Тауш, Кучуметьевка.

Наиболее крупные озера: Дубровное, Ернякуль, Б. Липняжное.

Малые озера: Малое Липняжное, Малый Дымкуль, Укропское, Кривое, Большое Круглое, Малое Круглое.

## Население
| 2002    | 2009    | 2010    | 2011    | 2012    | 2013    | 2014    |
| ------- | ------- | ------- | ------- | ------- | ------- | ------- |
| 13 475  | ↘12 159 | ↗12 313 | ↘12 285 | ↘12 008 | ↘11 816 | ↘11 735 |
| 2015    | 2016    | 2017    | 2018    | 2019    | 2020    | 2021    |
| ↗11 786 | ↘11 703 | ↘11 573 | ↘11 454 | ↘11 328 | ↘11 175 | ↗11 244 |

## История
Юргинский район образован на основании постановлений ВЦИК от 3 и 12 ноября 1923 года в составе Тюменского округа Уральской области из Агаракской, Лабинской, Плетнёвской и Юргинской волостей Ялуторовского уезда Тюменской губернии. Постановлением 1-го Тюменского окружного съезда Советов от 10 декабря 1923 года предусматривалось создание Лабинского района с центром в с. Лабинское. Однако постановление президиума Уралоблисполкома от 27 февраля 1924 года утвердило создание Юргинского района.
В район вошло 13 сельсоветов: Агаракский, Бушуевский, Володинский, Вяткинский, Зоновский, Лабинский, Некрасовский, Плетнёвский, Соколовский, Таповский, Хмелёвский, Шипаковский, Юргинский.
30/31 декабря 1925 года — образован Новодеревенский сельсовет, из Ялуторовского района передан Чашинский сельсовет.
2 января 1926 года — Чашинский сельсовет переименован в Бучинский.
10 июня 1931 года — район упразднён. Территория вошла в состав Омутинского района (исключение составили Бучинский и Зоновский сельсоветы, переданные в Ялуторовский район).
25 января 1935 года — район образован вновь. В его состав вошли 15 сельсоветов: Агаракский, Бучинский, Бушуевский, Володинский, Вяткинский, Зоновский, Лабинский, Некрасовский, Новодеревенский, Северо-Плетнёвский, Соколовский, Таповский, Хмелёвский, Шипаковский, Юргинский.
14 августа 1944 года передан в состав образованной Тюменской области.
8 февраля 1949 года — образован р. п. Лебедёвка.
21 августа 1950 года — образован р. п. Лесной.
22 декабря 1952 года — образован Новотаповский сельсовет.
17 июня 1954 года — упразднён Некрасовский сельсовет.
29 августа 1959 года — упразднены Новодеревенский и Хмелёвский сельсоветы.
28 апреля 1962 года — в состав района вошли Сосновский и Шестаковский сельсоветы, переданные из упразднённого Новозаимского района.
1 февраля 1963 года — район упразднён. Территория вошла в состав Омутинского сельского района.
9 декабря 1970 года — район образован вновь из р. п. Лебедёвка, р. п. Лесной, р. п. Новый Тап, а также Агаракского, Бельховского, Бучинского, Бушуевского, Володинского, Зоновского, Лабинского, Северо-Плетнёвского, Соколовского, Шипаковского и Юргинского сельсоветов.
12 января 1971 года — р. п. Лебедёвка передан в Заводоуковский район.
5 ноября 1984 года — упразднены Бельховский и Бучинский сельсоветы.
29 сентября 1993 года — р. п. Лесной преобразован в с. Лесное, образован Лесновский сельсовет.
20 января 1994 года — р. п. Новый Тап преобразован в с. Новый Тап, образован Новотаповский сельсовет.

## Муниципально-территориальное устройство
С 2016 года в Юргинском муниципальном районе 10 сельских поселений, включающих 30 населённых пунктов:
| №  | Сельские поселения                    | Административный центр | Количество населённых пунктов | Население | Площадь, км2 |
| -- | ------------------------------------- | ---------------------- | ----------------------------- | --------- | ------------ |
| 1  | Агаракское сельское поселение         | село Агарак            | 2                             | ↘311      | 217,81       |
| 2  | Бушуевское сельское поселение         | село Бушуево           | 1                             | ↘469      | 185,16       |
| 3  | Володинское сельское поселение        | село Володино          | 2                             | ↘405      | 190,10       |
| 4  | Зоновское сельское поселение          | село Зоново            | 3                             | ↗503      | 164,53       |
| 5  | Лабинское сельское поселение          | село Лабино            | 3                             | ↘307      | 156,54       |
| 6  | Лесновское сельское поселение         | село Лесное            | 2                             | ↘1350     | 768,08       |
| 7  | Новотаповское сельское поселение      | село Новый Тап         | 1                             | ↗737      | 1609,18      |
| 8  | Северо-Плетневское сельское поселение | село Северо-Плетнево   | 6                             | ↘1041     | 523,42       |
| 9  | Шипаковское сельское поселение        | село Шипаково          | 3                             | ↘414      | 272,06       |
| 10 | Юргинское сельское поселение          | село Юргинское         | 7                             | ↗5707     | 321,63       |

## Населённые пункты
| №  | Населённый пункт | Тип     | Население | Муниципальное образование             |
| -- | ---------------- | ------- | --------- | ------------------------------------- |
| 1  | Агарак           | село    | 383       | Агаракское сельское поселение         |
| 2  | Андреева         | деревня | 19        | Северо-Плетневское сельское поселение |
| 3  | Барсуки          | деревня | 5         | Зоновское сельское поселение          |
| 4  | Бельховка        | деревня | 164       | Северо-Плетневское сельское поселение |
| 5  | Бучиха           | деревня | 3         | Лесновское сельское поселение         |
| 6  | Бушуево          | село    | ↘469      | Бушуевское сельское поселение         |
| 7  | Володино         | село    | 454       | Володинское сельское поселение        |
| 8  | Дегтярева        | деревня | 63        | Шипаковское сельское поселение        |
| 9  | Заворуева        | деревня | 54        | Юргинское сельское поселение          |
| 10 | Заозерная        | деревня | 194       | Юргинское сельское поселение          |
| 11 | Зоново           | село    | 279       | Зоновское сельское поселение          |
| 12 | Колычева         | деревня | 3         | Юргинское сельское поселение          |
| 13 | Лабино           | село    | 333       | Лабинское сельское поселение          |
| 14 | Лесное           | село    | ↘1548     | Лесновское сельское поселение         |
| 15 | Малая Трошина    | деревня | 69        | Лабинское сельское поселение          |
| 16 | Маркелова        | деревня | 58        | Володинское сельское поселение        |
| 17 | Некрасово        | деревня | 24        | Шипаковское сельское поселение        |
| 18 | Новая Деревня    | деревня | 79        | Юргинское сельское поселение          |
| 19 | Новый Тап        | село    | ↗737      | Новотаповское сельское поселение      |
| 20 | Одина            | деревня | 17        | Северо-Плетневское сельское поселение |
| 21 | Палецкая         | деревня | 267       | Юргинское сельское поселение          |
| 22 | Северо-Плетнево  | село    | 1016      | Северо-Плетневское сельское поселение |
| 23 | Сергеева         | деревня | 41        | Агаракское сельское поселение         |
| 24 | Синьга           | деревня | 235       | Зоновское сельское поселение          |
| 25 | Соколова         | деревня | 139       | Северо-Плетневское сельское поселение |
| 26 | Субботина        | деревня | 31        | Северо-Плетневское сельское поселение |
| 27 | Чуманова         | деревня | 51        | Лабинское сельское поселение          |
| 28 | Чурина           | деревня | 81        | Юргинское сельское поселение          |
| 29 | Шипаково         | село    | 407       | Шипаковское сельское поселение        |
| 30 | Юргинское        | село    | ↗5097     | Юргинское сельское поселение          |

### Упразднённые населённые пункты
В 1978 году решением областного исполкома деревня Коровинка вошла в состав села Юргинское.
7 октября 2004 года были упразднены деревни Заозеро и Хмелевка.
В 2016 году упразднена деревня Метлякова.

## Достопримечательности
Достопримечательностями района являются особо охраняемые природные территории: региональные заказники Ново-Таповский (10 000 га) и Юргинский (7 000 га). Также район делит с Ярковским районом шестой по площади на юге области Таповский заказник регионального значения (45 000 га).